# Берёзовка (Долинская городская община)
Берёзовка (укр. Березівка) — село в Долинской городской общине Кропивницкого района Кировоградской области Украины. Расположено на правом берегу реки Берёзовка.
Население по переписи 2001 года составляло 276 человек. В 2021 году в селе зарегистрировано 200 человек. Почтовый индекс — 28524. Телефонный код — 5234. Занимает площадь 0,698 км². Код КОАТУУ — 3521987601.

## История
К 1886 году Берёзовка (Керешена) — административный центр Берёзовской волости Александрийского уезда Херсонской губернии Российской империи.
Село при реке Берёзовка находилось в 70 верстах от уездного города, 207 человек, 43 двора. За 1½ версты — православная церковь.
В 1992 году селу Раздольное возвращено историческое название Берёзовка.
До 2020 года входило в состав Долинского района.